# ワキアカヒメシャクケイ
ワキアカヒメシャクケイ（学名：Ortalis ruficauda）は、 キジ目ホウカンチョウ科に分類される鳥類の一種である。

## 分布
コロンビア北部、ベネズエラ北部、トリニダード・トバゴに分布する。

## 全長
全長55-61cm。頭部は灰色で喉が赤く目立つ。体の上面は灰色がかった緑褐色である。尾は黒く、青緑色の光沢があり先端部は色が薄い。腹部は褐色がかった白色である。

## 生態
河川に近い草地や茂み、森林に生息する。6-8羽の小さな群れで生活する。
地上に落ちた果実などを食べる。
樹上に営巣し、1腹2-3個の卵を産む。

## 亜種
以下の4亜種に分類される。
- Ortalis ruficauda ruficauda

北コロンビアに分布。
- Ortalis ruficauda lamprophonia

コロンビアのカイジェラ半島に分布。
- Ortalis ruficauda baliolus

マラカイボ湖付近に分布。
- Ortalis ruficauda ruficauda

ベネズエラ北部からトバゴ島にかけて分布。